# Twelve and Holding
Twelve and Holding è un film drammatico del 2005 diretto da Michael Cuesta e interpretato da Conor Donovan, Jesse Camacho, Zoe Weizenbaum e Jeremy Renner. Il film è distribuito da IFC Films ed è stato distribuito il 19 maggio 2005.

## Trama
Il film esplora i problemi degli adolescenti attraverso le menti di tre amici e le loro reazioni dopo che un ragazzo di nome Rudy Carges (Conor Donovan) è stato ucciso in una casa sull'albero incendiata dai bulli locali Jeff e Kenny, che con noncuranza hanno scoperto di essere dentro fino a tardi. Il fratello gemello del ragazzo, Jacob, un ragazzo con un'enorme voglia (interpretato anche da Donovan), decide di vendicarsi dei bulli. Leonard (Jesse Camacho), che è in sovrappeso, sopravvive al fuoco della casa sull'albero ma perde il suo senso del gusto e dell'olfatto. Leonard è invitato dal suo insegnante di ginnastica a seguire una dieta, che non è accolta dalla sua famiglia obesa. L'amica dei ragazzi Malee (Zoe Weizenbaum) cerca di fare amicizia con un adulto di nome Gus (Jeremy Renner), una paziente afflitta dalla madre terapista, Carla (Annabella Sciorra). La famiglia di Jacob cade a pezzi dopo la morte di suo fratello, ma subito dopo adottano un ragazzo di nome Keith Gardner. Nel frattempo, Malee inizia ad avere una cotta per Gus e cambia la canzone per il suo recital in uno che piace a Gus. Col passare del tempo, vede Gus come la sua "anima gemella". Una notte si intrufola in casa sua per trovarlo in lutto. Paura di affrontarlo, Malee ruba la pistola e se ne va. Dà la pistola a Jacob il giorno seguente.
La madre di Jacob diventa furiosa quando scopre che Jeff e Kenny sono stati messi nella sala dei minori per un solo anno, mentre il padre di Jacob vede la morte di Rudy come un incidente. Jacob trascorre i prossimi mesi a visitare Jeff e Kenny, e li minaccia, fino a quando Jeff si suicida. Jacob fa amicizia con Kenny, imparando presto che ha un rilascio anticipato e si sta trasferendo illegalmente nel New Mexico. Nel frattempo, il padre di Leonard decide di portare le sue sorelle in Florida invece di Leonard (che di solito andava). Leonard decide di costringere sua madre a perdere peso intrappolandola in cantina. Entrambi finiscono in ospedale dopo una fuga di gas nella loro casa. Successivamente, Jacob e Kenny concordano sul fatto che Jacob può andare con lui nel New Mexico. Malee visita Gus e si toglie i vestiti nel tentativo di sedurlo. Invece, Gus chiama la madre di Malee per venire a prenderla. Il giorno successivo, Gus spiega alla terapista Carla dell'ultimo incendio che ha mai combattuto (che ha comportato l'uccisione di una bambina ferita, su richiesta della ragazza), sostenendo che Malee voleva che le togliesse il dolore, poiché era consapevole della sua crescente cotta su di lui.
Nel frattempo, la madre di Jacob gli dice che Keith Gardner non è stata adottata per sostituire Rudy e che vuole che Kenny sia morta, il che ricorda a Jacob la sua vendetta programmata. La notte di fuga per Jacob finalmente arriva e si incontra con Kenny. Jacob insiste per attraversare un cantiere che secondo lui è una via segreta. Una volta lì, Jacob punta la pistola di Gus su Kenny e gli dice "l'hai ucciso" prima di sparargli. Jacob seppellisce il corpo e se ne va. Ritorna di giorno e vede Gus spargere cemento sopra la tomba di Kenny.
Malee inizia a visitare il padre estraneo e la famiglia di Leonard inizia finalmente a mangiare in modo sano. Jacob torna a casa senza dire a nessuno quello che ha fatto.